# Urbanisme (revue)
Urbanisme est une revue française, créée en 1932, et éditée par la Sarl Publications d'architecture et d'urbanisme, détenue par une filiale de la Caisse des Dépôts, la SCET.

## Histoire
Urbanisme est la revue de référence sur les enjeux sociaux, culturels et territoriaux de l'urbanisme et de l'aménagement du territoire. Créée en avril 1932,, la revue a traversé les époques en réaffirmant l'originalité de sa ligne éditoriale et la qualité de ses contenus, par le dialogue entre chercheurs, opérateurs et décideurs, avec des regards pluriels. Elle fait intervenir des noms de l'urbanisme, ainsi que des acteurs de terrain et des experts.
Dans des numéros de 2022 ont ainsi été abordés des questions telles que : peut-on être jeune et architecte ? Quels sont les territoires d'avenir ? Avoir 20 ans dans la diagonale du vide, etc..
Le no 427 numérique de septembre-octobre 2022 paraît au prix de 15 euros. Le no 400 est paru au printemps 2016 tandis que la première revue de l'année 2000 est le no 310.